# Oberbergbach (Liebochbach)
Der Oberbergbach ist ein rund 4,9 Kilometer langer linker Nebenfluss des Liebochbaches in der Steiermark. Er entspringt nordöstlich des Hauptortes von Hitzendorf, nordöstlich der Rotte Neusteinberg-Premesberg, westlich der Rotte Steinberg und der Gemeindegrenze zu Thal und fließt im oberen Verlauf relativ geradlinig und im unteren Verlauf zuerst in einen flachen Linksbogen, ehe er im Ortsgebiet von Hitzendorf wieder relativ geradlinig wird, insgesamt nach Südwesten. Etwas westlich des Ortes Hitzendorf mündet er einige hundert Meter nördlich der L306 in den Liebochbach, der danach gerade weiterfließt. Auf seinem Lauf durchfließt der Oberbergbach zwei kleine Teiche und nimmt sowohl von links als auch von rechts jeweils zwei unbenannte Bäche auf.